# Superstition en Inde

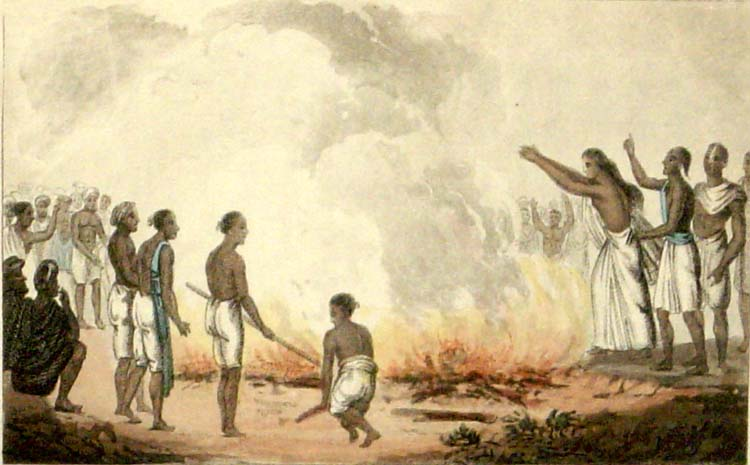
La satî (« vertueuse »), consiste pour la veuve à monter sur le bûcher du défunt et à mourir brûlée vive pour manifester son dévouement à son mari. Pratique tardive du (VIe siècle apr. J.-C.) en Inde, réservée à la seule caste des kshatriyas, absente de l'Atharva-Veda où sont pourtant exposés les rites de la cérémonie funéraire, elle a pour origine une légende de la déesse Satî prête à se jeter dans les flammes pour défendre l'honneur que son mari a perdu en se disputant avec son beau-père.

La superstition en Inde est une question sociale et un problème national. La diversité des croyances et des superstitions est l'objet d'études et de critiques de la part de scientifiques et d'associations rationalistes dans le pays. Le manque d'éducation est parfois désigné comme la cause principale de ce phénomène mais des personnes éduquées sont également parties prenantes dans des activités superstitieuses. Chaque région a ses propres croyances, variant des totems pour éloigner le mauvais œil à de plus sérieux cas de bûcher pour brûler les sorcières. Beaucoup des croyances en cause sont très anciennes et considérées par une partie de la population comme part de la tradition et les lois plus récentes prohibant leur pratique se confrontent parfois à une forte opposition,.

## Superstitions courantes

### Satī
Le 4 septembre 1987, Roop Kanwar, 18 ans, originaire du Rajasthan, mariée pendant seulement 7 mois fut brûlée vive sur le bûcher funéraire de son mari. La victime aurait tenté de s'enfuir mais aurait été droguée et contrainte ainsi d'aller sur le bûcher,. En conséquence, la même année, le Rajasthan vote une loi contre cette pratique qui fut suivie de manifestation en faveur de Satī dans les rues de Jaipur, Le 3 janvier 1988, le parlement indien vote une loi anti-Satī appelée Commission (Prevention) of Sati Act 1987 et basée sur la législation du Rajasthan.
Selon la Commission (Prevention) of Sati Act 1987, Satī est l'acte de brûler vivante ou d'enterrer une veuve ou toute femme avec le corps de son mari défunt, que cela soit volontaire ou non. Ram Mohan Roy est à l'origine de la campagne pour l'abolition de cette pratique en 1811. La pratique fut finalement abolie en 1829 par le gouverneur général Lord William Bentinck. Bien qu'interdite depuis près de deux siècles, des cas ont été rapportés dans les années récentes.

### Sacrifice humain
Au XXIe siècle, quelques cas de pratique de sacrifices humains sont encore rapportés,,. L'acte n'a, selon l'hindouisme, de valeur que si la victime humaine est volontaire, donnant sa propre vie – offrande suprême – sur l'autel de l'univers (symbolique de l'univers envisagé comme un sacrifice perpétuel et représenté par chinnamastâ, la déesse tenant d'une main sa tête qu'elle a décapitée et qui boit le sang giclant de son cou, associée à la vertu du courage de ceux qui s'auto-sacrifient rituellement). Les cas contemporains se sont produits dans l'Inde rurale,. En 2009, dans un village du Maharashtra, un couple sans enfant avait reçu le conseil de sacrifier 11 enfants, ce qui devait leur permettre d'en concevoir. Le couple est parvenu à en tuer 5 entre décembre 2009 et mars 2010, par empoisonnement avant d'être arrêté.

### Astrologie et voyance
L'astrologie (voir Jyotish) tient une grande place dans la vie de la population indienne. Les gens consultent les astrologues pour décider du nom de leur enfant, ils comparent leur « carte du ciel » avant les mariages qui ne se font qu'entre personnes compatibles selon l'interprétation de l'astrologue. Ces mariages ne sont célébrés qu'à des dates bénéfiques (muhurta) décidées par les astrologues ,. De nombreux politiciens sont réputés consulter des astrologues avant d'importantes décisions publiques.
L'historienne et auteur Meera Nanda a déclaré que l'Inde ne pourrait pas devenir une superpuissance dans le domaine de la science tant qu'elle n'aura pas éradiqué les superstitions, dont l'astrologie. L'Inde a vu de nombreux critiques de cet engouement collectif pour l'astrologie, incluant Jayant Narlikar. Dans le même temps, d'autres personnalités comme Ashis Nandy défendent l'astrologie qu'elles veulent présenter comme une science et rendent l'Occident responsable de ce jugement sur l'astrologie.
En septembre 1951, à la suite d'une prédiction d'un astrologue sur une guerre imminente avec le Pakistan et diffusée dans les journaux, le Premier Ministre de l'époque, Jawaharlal Nehru a exprimé son désir de créer une loi contre l'astrologie. À la suite d'une prédiction d'assassinats en 1981 sur Indira Gandhi et Rajiv Gandhi, un astrologue a été arrêté pour interrogatoire par la police.
Avant les élections de 2009 en Inde, l'activiste rationaliste Narendra Nayak a offert 100 000 roupies à tout voyant et astrologue qui pourrait répondre correctement à 25 questions sur les élections. Il reçut 450 réponses, aucune n'était correcte.

### Guru, «godmen», et guérisseurs
Le mot « godman » (homme dieu) est un terme utilisé pour les leaders charismatique en Inde,. On les appelle localement, baba, swami, guru, shastri, bapu ou encore bhagat. La plupart d'entre eux prétendent avoir des pouvoirs et être capable d'accomplir des miracles,, le plus célèbre d'entre eux étant Sathya Sai Baba qui matérialisait dans ses mains une poudre appelée vibhuti et régurgitait des Shiva lingam en or. Parmi eux, il existe aussi les gourous, conseillers spirituels traditionnels, issus de lignées religieuses anciennes. Certains d'entre eux sont connus internationalement. Des plaintes et scandales au sujet des uns et des autres sont fréquents en Inde et à l'étranger.
Plusieurs femmes ont déposé une plainte contre Swami Premananda (en) déclarant qu'elles auraient été violées. Il a été condamné en 1997 pour viol et meurtre.
Sanal Edamaruku, président de l'Indian Rationalist Association et Narendra Nayak, président de la Federation of Indian Rationalist Associations ont critiqué les hommes politiques qui soutiennent ouvertement les « godmen » parce que cela aurait pour effet de promouvoir la superstition dans le pays. Nayak est impliqué dans une campagne de démystification (en anglais debunking) des prétendus miracles Il voyage à travers les villages du pays pour révéler les trucs qu'il pense être derrière les prétendus miracles

### Éclipses
En Inde, les éclipses solaires sont associées à la guerre et aux désastres. Toute nourriture cuisinée lors d'une éclipse solaire est considéré impure, bonne à jeter ou à donner aux mendiants,,. Les temples ferment à cette occasion ainsi que des boutiques,. C'est la période des asuras, les démons. On conseille aux femmes enceintes de rester chez elles et il est considéré peu propice d'accoucher à ce moment-là,. Les rayons du soleil sont jugés toxiques pendant l'éclipse, et des conseils de prendre un bain ensuite sont fréquents. La bourse indienne subit une chute pendant les éclipses. il y a eu des cas d'enfants handicapés enterrés jusqu'au cou dans le sable ou la boue pendant les éclipses dans l'espoir de les guérir,. Des croyances similaires existent pour les éclipses de lune.

### Chasse aux sorcières
La croyance aux sorcières est encore dominante dans certains villages. D'un côté, des personnes demandent conseil auprès de sorciers pour des questions d'ordre personnel et d'un autre, des femmes sont régulièrement accusées de sorcellerie, attaquées et parfois tuées,. Des veuves ou des femmes divorcées ont été particulièrement la cible de ces attaques. Il a été rapporté que des sorciers de village sont parfois payés pour désigner certaines personnes comme des sorcières afin qu'elles puissent être tuées sans conséquence pour le meurtrier En Juin 2013, selon le National Crime Records Bureau, 768 femmes ont été tuées pour avoir pratiqué la sorcellerie depuis 2008.
Entre 2001 et 2006, environ 300 personnes ont été tuées pour cette raison dans l'État d'Assam. Entre 2005 et 2010, 35 meurtres liés à la sorcellerie ont été perpétrés en Odisha. En octobre 2003, trois femmes ont été désignées comme des sorcières et humiliées au point de se suicider dans leur village du Bihar. En août 2013, un couple a été tué en Assam. En septembre 2013, une femme a été tuée et sa fille violée dans l'État du Chhattisgarh parce qu'elles auraient pratiqué de la magie noire.

### Vastu Shastra
Le vastu shastra est la science de l'urbanisme et de l'architecture. Certains aspects de cette science évoquent le Feng Shui chinois. Il est question de construire sa maison selon certains principes qui éviteraient certains malheurs ou maladies. En 2008, après qu'un membre de l'assemblée législative indienne (MLA) se fut tué dans un accident de voiture, d'autres parlementaires ont déclaré que le bâtiment du parlement ne respectait pas les règles du Vastu Shastra. Le bâtiment conçu par Charles Correa et terminé en 1996 aurait ainsi, selon eux, été responsable de la mort de 16 parlementaires,,. De même, le nouveau symbole de la roupie créé en 2012 serait, selon certains commentateurs indiens, responsable de la chute de la roupie parce qu'il ne respecterait pas non plus les codes du Vastu Shastra,. En août 2012, un fonctionnaire du gouvernement a démoli un mur de son bureau dans le Karnataka afin qu'il respecte les principes de construction du Vastu Shastra. En juin 2013, un autre mur est tombé dans un bâtiment officiel pour les mêmes raisons.
Des personnalités éminentes, telles que Jayant Narlikar (astrophysicien), Alan Sokal, se sont élevées contre la superstition que constitue selon eux le Vastu Shastra,

### Sacrifice d'animaux
Le sacrifice rituel d'animaux, tels que les chèvres et les buffles, se pratique encore aujourd'hui dans le cadre de festivals,. Dans un pays voisin inspiré par l'hindouisme, la fête de Gadhimai, qui a lieu une fois tous les cinq ans au sud de la capitale Katmandou, au Népal, est l'occasion d'un des plus grands sacrifices d'animaux au monde (entre 300 000 et 500 000) derrière l'Aïd el Kebir où de nombreux bovins, ovins et caprins sont sacrifiés - des buffles (Bubalus bubalis, appelés localement « PaaDa »), porcs, chèvres, poulets et pigeons - dans le but de plaire à Gadhimai, déesse de la puissance.

### Croyances concernant les veuves
Les veuves sont considérées comme un mauvais présage. Selon cette croyance, la rencontre avec une veuve dès le matin porte malheur En conséquence, de nombreuses veuves migrent vers la ville sainte de Vrindavan en Uttar Pradesh, lieu de refuge depuis 500 ans, où vivent environ 6000 veuves,.

### Superstition sur les lieux de travail
Dans un sondage de 2012 conduit par TeamLease sur les superstitions, 800 entreprises dans 8 villes indiennes ont été interrogées. 61 % des personnes ayant répondu ont déclaré croire à des superstitions et 51 % ont admis tenir compte de superstition sur leur lieu de travail. 48 % pensent que leur pratique a un effet positif sur leur productivité. La plupart des pratiques étaient en rapport avec Vastu Shastra. 63 % ont déclaré que les femmes employées étaient plus superstitieuses que les hommes,,.

### Le miracle du lait
Le 21 septembre 1995, une statue de Ganesh à New Delhi aurait bu le lait qui lui avait été donné en offrande. À mesure que la rumeur se répandait, des phénomènes similaires étaient rapportés à travers toute l'Inde et dans des pays voisins. Le prix du lait a grimpé en flèche à cause des ruptures de stock et des cordons de policiers ont dû être placés autour des temples pour maintenir l'ordre. Des scientifiques du National Council for Science and Technology Communication (NCSTC) ont dû démontrer que le phénomène s'était produit par capillarité en mélangeant une teinture rouge avec le lait.

### Autres superstitions populaires
Selon l'association Nirmukta, qui veut faire la promotion de la méthode scientifique, d'autres superstitions quotidiennes sont populaires en Inde, comme le fait que les cocotiers et les banyans sont des arbres sacrés, que l'Est est la direction la plus favorable, que le fait de regarder l'image de Dieu en premier le matin apporte la chance, que le fait d'éternuer en affirmant quelque chose indique que ce que vous dites est véridique, et au contraire le fait d'éternuer un nombre impair de fois va apporter de la malchance, que le lundi n'est pas un bon jour pour se laver les cheveux, qu'il ne faut pas dormir la tête tournée vers le Nord, etc.

## Point de vue de scientifiques en Inde et dans le monde
En 2007, un sondage de l'Institute for the Study of Secularism in Society and Culture (en) du Trinity College (Connecticut) avec le Center for Inquiry en Inde, intitulé « Vision du monde et opinions des scientifiques en Inde », a interrogé 1100 scientifiques de 130 instituts différents. 24 % d'entre eux ont admis croire que les saints accomplissaient des miracles et 38 % que Dieu pouvait faire des miracles. 50 % croient en l'homéopathie, 49 % croient à l'efficacité des prières. Par contre, seulement 14 % d'entre eux croient au Vaastu Shastra, 14 % en l'astrologie. 31 % désapprouvent l'introduction de l'astrologie comme matière dans les universités. 33 % ne sont pas d'accord avec le rituel consistant à obtenir de façon officielle une bénédiction au temple de Tirupati avant de lancer une fusée. Une majorité des scientifiques interrogés est d'accord pour déclarer que le scientific temper (en), qui fait partie de la Constitution de l'Inde, n'est pas appliqué. Sur ce point, Yagnaswami Sundara Rajan (en), figure du management en Inde, déclare que les indiens ne voient pas de dichotomie entre la science et la spiritualité

## Aspects légaux

### Code pénal indien, Section 295A
La section 295A du code pénal indien stipule que "l'acte malicieux et délibéré de choquer les sentiments religieux d'une quelconque catégorie de citoyen indien en insultant leur religion ou leurs convictions" est un délit avec une peine maximum de trois ans de prison.Narendra Nayak et Vigyan Prasar ont déclaré qu'IPC 295A avait été utilisé d'une façon large pour des procès contre les critiques de la religion, les activistes anti-superstition et les rationalistes ,.

### Loi de 1954 sur les remèdes magiques
The Drugs and Magic Remedies (Objectionable Advertisements) Act est une loi indienne interdisant la publicité pour les remèdes magiques ou les sorts destinés à guérir certaines maladies. La loi liste 54 maladies concernées,. Cependant, la loi est rarement appliquée et nombre de ces produits sont en vente libre et des publicités apparaissent à la télévision sans conséquence. La loi est par ailleurs jugée dépassée puisque 14 de ces maladies sont traitables aujourd'hui et que de nouvelles maladies sont apparues depuis 1954 (comme le SIDA). Les propositions d'amendements de la loi ont amené certains débats au sujet du yoga et de l'ayurvéda